# Rockferry (álbum de Duffy)
Rockferry é o primeiro álbum de estúdio da cantora galesa Duffy, lançado no dia 3 de março de 2008 no Reino Unido pela A&M Records, e lançado nos Estados Unidos pela Mercury Records. O álbum levou quatro anos para ser gravado, Duffy trabalhou com vários produtores e compositores, incluindo Bernard Butler, Steve Booker, Jimmy Hogarth e Eg White. Inicialmente, planejado como um álbum de soul, Rockferry é composto de baladas, canções sobre sentimentos profundos e de ritmo acelerado no estilo da música pop dos anos 1960. Foi bem recebido pelos críticos musicais, que elogiaram a profundidade musical e lírica do disco, a escuridão ocasional, a performance vocal de Duffy e a instrumentação e produção contemporâneas do disco que criaram um som quente. Os críticos musicais compararam favoravelmente o trabalho de Duffy em Rockferry com as músicas de Dusty Springfield e a contemporânea de Duffy, Amy Winehouse.
Rockferry foi um sucesso comercial, alcançando o primeiro lugar em vários mercados musicais. Foi o quarto álbum mais vendido de 2008 em todo o mundo de acordo com a Federação Internacional da Indústria Fonográfica e o mais alto daquele ano no Reino Unido. O álbum ainda estava entre os cinco primeiros da parada de álbuns do Reino Unido um ano inteiro após seu lançamento, passando a maior parte dessas semanas entre os dez primeiros álbuns e uma quantidade significativa entre os três primeiros. Em 2010, foi classificado como o 22º álbum mais vendido dos anos 2000 no Reino Unido. O álbum ganhou vários prêmios desde seu lançamento, incluindo o Grammy de Melhor Álbum Pop Vocal na 51ª cerimônia anual (2009). Duffy também ganhou três prêmios no BRIT Awards de 2009 por seu trabalho em Rockferry, incluindo o de Melhor Álbum Britânico, enquanto Butler recebeu o Prêmio do Produtor. Também foi um dos dez álbuns indicados ao prêmio de melhor álbum britânico dos últimos 30 anos pelo Brit Awards em 2010.
Um total de cinco singles foram lançados do álbum. O primeiro single, "Rockferry", apresentou a música de Duffy para as indústrias musicais europeias, enquanto o segundo e primeiro single internacionalmente, "Mercy", foi um sucesso internacional, superando doze paradas musicais e tornando-se o terceiro single mais vendido de 2008 no Reino Unido. O single seguinte, "Warwick Avenue", foi outro single de sucesso, enquanto "Stepping Stone" não replicou o sucesso anterior. Rockferry foi relançado como uma edição deluxe em 24 de novembro de 2008, precedido pelo single principal "Rain on Your Parade", que se tornou o quinto single do álbum.

## Background
Em 2004, após o sucesso no Wawffactor, um concurso de canto televisionado em língua galesa no qual Duffy, então se apresentando com seu nome de nascimento Aimeé Duffy, a cantora gravou um EP intitulado Aimée Duffy, possuindo três canções na língua Galesa, enquanto trabalhava meio período em dois empregos como garçonete numa peixaria. Mais tarde, o EP alcançou sucesso nas paradas no País de Gales, alcançando o primeiro lugar na parada musical Duffy foi apresentada a Jeanette Lee da Rough Trade Records em agosto de 2004, depois de cantar "Oh Boy" de Richard J. Parfitt; a música foi posteriormente lançada como lado B do single "Rockferry". Lee trouxe Duffy para Crouch End em Londres, orquestrando um encontro entre Duffy e o ex-guitarrista da banda Suede, Bernard Butler. Lee, com a gravadora independente Rough Trade Records, acabaria gerenciando Duffy. Depois que Butler deu a Duffy uma "mentoria" sobre soul music compartilhando faixas em seu iPod que ela podia ouvir enquanto estava em Londres ou viajando de volta ao País de Gales, a dupla co-escreveu com ela e ajudou a criar um novo som estilo retrô. A música incluía faixas de Al Green, Bettye Swann, Ann Peebles, Doris Duke, Scott Walker, Phil Spector e Burt Bacharach. Duffy disse mais tarde ao The Guardian que Bettye Swann se tornou uma de suas "maiores inspirações", com Duffy sendo particularmente influenciada por sua música "Cover Me" porque "marca a época em que me interessei pelo contato físico. Eu tinha 19 anos, e aqui estava uma mulher cantando 'Cover me, espalhe seu precioso amor em cima de mim'. É muito delicado, mas também, hilariante, bastante bruto."
Duffy foi contratada pela A&M Records (Reino Unido) em 23 de novembro de 2007. A essa altura, ela estava finalizando seu álbum de estreia, a ser intitulado Rockferry, em homenagem a Rock Ferry, um subúrbio de Birkenhead, na Península de Wirral, onde morava sua avó. Ela se apresentou no programa de televisão BBC Two Later with Jools Holland, que resultou em uma segunda aparição na transmissão relacionada Hootenanny, onde Duffy se apresentou com Eddie Floyd. Em 22 de fevereiro de 2008, ela apareceu no Later with Jools Holland pela terceira vez e cantou "Rockferry", "Mercy" e "Stepping Stone". Duffy também fez aparições no programa de televisão da BBC Two, The Culture Show, em 23 de fevereiro de 2008, cantando "Mercy". Em janeiro de 2008, Duffy ficou em segundo lugar, atrás de Adele, na enquete anual da BBC News Online com especialistas da indústria "Sound of... 2008", que classifica atos prestes a surgir no próximo ano.

## Gravação
De acordo com Duffy, "O álbum levou quase quatro anos para ser feito. Tínhamos que contratar estúdios minúsculos e baratos e, às vezes, havia períodos de três semanas entre a composição e a gravação." Bernard Butler, que inicialmente não foi pago, produziu quatro canções para o álbum, incluindo o single "Rockferry". Os singles "Mercy" e "Stepping Stone", foram co-escritos e produzidos por Steve Booker, e o segundo single "Warwick Avenue", por Jimmy Hogarth e Eg White. "Mercy" foi a última música escrita para o álbum.

## Música e letra
Duffy revelou que tanto "Mercy" quanto "Stepping Stone" são autobiográficas; "Mercy" é sobre "liberdade sexual" e "não fazer algo que outra pessoa quer que você faça", e "Stepping Stone" é sobre não expressar seus sentimentos por uma pessoa por quem ela se apaixonou. "Warwick Avenue" foi o segundo single lançado do álbum. A música ocorreu quando Duffy, então com 19 anos, estava se familiarizando com o metrô de Londres e acidentalmente se viu na estação Warwick Avenue. No dia seguinte, a música "só meio que saiu".

## Lançamento e arte

Duffy cantando no SXSW, 15 de março de 2008

A arte do álbum e o vídeo da faixa-título foram filmados em torno da Ffestiniog Railway em Porthmadog, que foi renomeada como 'Rockferry' para a ocasião. O momento da sessão de fotos foi um pouco antes do lançamento do álbum, quando Duffy ainda era uma artista relativamente desconhecida.
Suas primeiras apresentações americanas aconteceram na conferência SXSW, e o Coachella Valley Music and Arts Festival foi seu primeiro show em um festival. A performance do Coachella encantou a multidão com 'Rockferry', 'Serious', 'Warwick Avenue' e 'Mercy'. Para coincidir com o lançamento de Rockferry, Duffy se apresentou no Apollo Theatre em Nova York. Duffy recebeu a honra de se apresentar no Royal Variety Performance 2008. Em 2008, Duffy tocou em vários festivais na Europa. Isso incluiu visitas a festivais de verão franceses, suecos, irlandeses, entre outros. No Reino Unido, Duffy visitou locais como Glastonbury e o Evolution Festival . Ela também fez uma turnê pelos festivais de verão americanos em 2008, como uma visita ao Lollapalooza em Chicago.
Duffy fez uma turnê pelo Reino Unido e Irlanda durante novembro e dezembro de 2008. Para promover Rockferry, Duffy fez muitas visitas à televisão americana, incluindo Late Night with Conan O'Brien, e Saturday Night Live. Duffy fez uma turnê norte-americana por catorze cidades. Os planos previam que ela abrisse para os shows da banda Coldplay em seis das datas. Durante um show em Cleveland, Duffy acidentalmente colocou fogo no lado esquerdo de seu cabelo. Em Nova York, Duffy se desculpou com o público depois de chorar brevemente. Ela explicou ao público que isso acontece em um em cada 15 de seus shows, quando ela se sente exposta por motivos que não entende totalmente. Duffy também fez uma gravação para a emissora britânica BBC, apresentando-se no LSO St. Luke's. A performance foi televisionada em 2009 na estação de televisão britânica BBC One.

### Músicas
A faixa-título do álbum foi lançada como seu primeiro single no Reino Unido. Originalmente lançada como um vinil limitado de 500 cópias de 7 polegadas, a música foi disponibilizada para download digital na iTunes Store do Reino Unido em 19 de novembro de 2007. A música foi aclamada pela crítica, com muitos notando que a música era o destaque do álbum. 
Em fevereiro de 2008, o EP Aimée Duffy alcançou o primeiro lugar no Siart C2. Quando o single "Mercy" atingiu o topo das paradas em fevereiro de 2008, Duffy se tornou a primeira mulher galesa a chegar ao topo do UK Singles Chart em 25 anos, desde Bonnie Tyler com "Total Eclipse of the Heart". Permaneceu no número um por cinco semanas. O segundo single do álbum, "Warwick Avenue" alcançou o número três no UK Singles Chart. O single subsequente "Stepping Stone" alcançou o número 21 e a faixa-título no número 45. O single "Rain on Your Parade" estreou no número vinte e dois em 10 de novembro e atingiu o pico de número quinze na semana seguinte.

#### Lados B
| Ano  | Single                | Lado(s) B                  |
| ---- | --------------------- | -------------------------- |
| 2007 | "Rockferry"           | "Oh Boy"                   |
| 2008 | "Mercy"               | "Tomorrow"                 |
| 2008 | "Mercy"               | "Save it For Your Prayers" |
| 2008 | "Warwick Avenue"      | "Put it in Perspective"    |
| 2008 | "Warwick Avenue"      | "Loving You"               |
| 2008 | "Stepping Stone"      | "Frame Me"                 |
| 2008 | "Stepping Stone"      | "Big Flame"                |
| 2008 | "Rain on Your Parade" | "Smoke Without Fire"       |

## Recepção critica
| Críticas profissionais | Críticas profissionais |
| Pontuações agregadas   | Pontuações agregadas   |
| Fonte                  | Avaliação              |
| ---------------------- | ---------------------- |
| Metacritic             | 71/100                 |
| Avaliações da crítica  |                        |
| Fonte                  | Avaliação              |

Além de uma crítica pouco entusiasmada da NME, o álbum em maior parte recebeu críticas positivas dos críticos. The Observer, por exemplo, deu ao álbum uma nota 5 de 5, descrevendo-o como "um álbum fantástico de alma azul ardente" e fazendo comparações com Amy Winehouse e The Supremes. O site agregador de resenhas Metacritic deu ao álbum uma pontuação de 71 em 100, com base apenas nas resenhas de críticos profissionais. A Entertainment Weekly deu ao álbum uma pontuação de 91 de 100 A− e comparou o álbum a um de Dusty Springfield, dizendo "Uma vez que o Dusty Springfield não esteja mais perto, 'Distant Dreamer', está, e você estará desejando e esperando por mais". Em 2018, a BBC o incluiu em sua lista dos "álbuns aclamados que ninguém mais ouve"

### Elogios
A faixa "Serious" foi incluída na lista de Melhores Singles de 2008 de Robert Christgau (24º de 25 canções listadas), apesar de a referida gravação não ter sido lançada como single. No MOJO Awards de 2008, Duffy ganhou o prêmio de "Canção do Ano" por "Mercy" e foi indicado também para "Álbum do Ano" e "Ato Revelação". Essas três indicações foram o maior número de indicações para qualquer ato. Ela também recebeu o Q Award de 2008 na categoria de Breakthrough Act, uma indicação para a categoria Q de Melhor Faixa, uma indicação ao Music of Black Origin Award de Melhor Mulher do Reino Unido. No MTV Europe Music Awards, ela recebeu indicações nas categorias de Álbum do Ano, Faixa Mais Viciante e Novo Artista. Ela se apresentou no show da EMA.
No 51º Grammy Awards realizado em fevereiro de 2009, Duffy ganhou um prêmio Grammy na categoria de Melhor Álbum Pop Vocal para Rockferry. Anteriormente, ela havia sido indicada a prêmios nas categorias de Melhor Artista Revelação e Melhor Performance Vocal Pop Feminina por seu single "Mercy". Duffy igualou Coldplay com quatro indicações ao Brit Awards de 2009. Ela finalmente ganhou três prêmios, incluindo o de Melhor Álbum para Rockferry, um atrás do recorde de Blur para o maior número de vitórias em uma noite. "Não posso dizer o que isso significa depois de cinco anos de trabalho duro", disse Duffy. Na cerimônia de premiação, ela cantou "Warwick Avenue". Os produtores e compositores de discos Steve Booker e Bernard Butler ganharam prêmios por seu trabalho no álbum Rockferry. Ela dividiu o Prêmio Ivor Novello de 2009 na categoria "Trabalho Mais Executado" com Steve Booker por seu trabalho em Mercy. O compositor Eg White ganhou o prêmio de "Compositor do Ano" em parte por Warwick Avenue, que ele co-escreveu com Duffy."Mercy" foi tocada no rádio e na televisão dos Estados Unidos por mais de 3 milhões de vezes ganhando para Duffy um prêmio da Broadcast Music Incorporated de 2009. O álbum foi indicado e selecionado para a categoria Álbum dos 30 Anos no Brit Awards de 2010.

## Desempenho comercial
O álbum vendeu 180.000 cópias apenas no Reino Unido na primeira semana e passou quatro semanas no primeiro lugar. As vendas do álbum receberam um impulso após o Brit Awards de 2009, onde Rockferry ganhou o prêmio de Melhor Álbum Britânico e onde Duffy ganhou mais dois prêmios. As vendas do álbum aumentaram 66% Em 26 de dezembro de 2008, em sua 43ª semana nas paradas, Rockferry subiu para a 6ª posição do 10º na semana anterior. Na semana seguinte às três vitórias de Duffy no Brit Award em fevereiro de 2009, o álbum subiu do 19º para o 4º lugar Com um total de 1.685.000 vendas físicas e digitais, Rockferry foi o álbum mais vendido no Reino Unido em 2008.
Nos Estados Unidos, o álbum alcançou a posição 4 na Billboard 200.  Os singles "Mercy" e "Warwick Avenue" alcançaram o número 27 e 96, respectivamente.  Em novembro de 2008, 500.000 cópias de Rockferry foram vendidas e foram certificadas como Ouro pela RIAA. "Mercy" também foi certificado como Platina pela RIAA pelas vendas de mais de um milhão de cópias nos Estados Unidos. Na América, o álbum vendeu 16.000 cópias em seu primeiro dia, e vendeu 72.000 em sua primeira semana, estreando na quarta posição na Billboard 200. O Universal Music Group afirmou que Rockferry é a melhor estreia americana para um de seus atos no Reino Unido. O total de vendas nos EUA é de 848.000.
Na França, Rockferry entrou nas paradas em quarto lugar, vendendo 21.862 cópias. Na semana seguinte, alcançou o número dois, vendendo 22.259 cópias. Rockferry ficou em segundo lugar, vendendo 18.187 cópias na terceira semana. Até agora, o álbum vendeu 420.000 cópias na França. Rockferry liderou a parada de álbuns pan-europeia e "Mercy" liderou a parada Eurochart Hot 100 Singles em 21 de abril de 2008. Em 12 de junho, o álbum liderou as paradas de álbuns europeias com Mercy em segundo lugar na parada de singles europeia. Em 21 de agosto, a Rockferry alcançou o primeiro lugar em 11 mercados. Em 30 de outubro, Rockferry estava no top 100 na parada de álbuns do Euro da Billboard por 34 semanas consecutivas e residia na décima posição. No primeiro trimestre de 2009, Rockferry vendeu 107.000 cópias, ficando em 13º lugar entre os artistas internacionais e 73º no geral.
Rockferry foi o quarto álbum mais vendido do mundo em 2008. Em setembro de 2010, o álbum vendeu 6,5 milhões de cópias, e vendeu mais de 9 milhões em maio de 2016.

## Lista de músicas
| N.º | Título                | Duração |  |
| 1.  | "Rockferry"           |         |  |
| 2.  | "Warwick Avenue"      |         |  |
| 3.  | "Serious"             |         |  |
| 4.  | "Stepping Stone"      |         |  |
| 5.  | "Syrup & Honey"       |         |  |
| 6.  | "Hanging on Too Long" |         |  |
| 7.  | "Mercy"               |         |  |
| 8.  | "Delayed Devotion"    |         |  |
| 9.  | "I'm Scared"          |         |  |
| 10. | "Distant Dreamer"     |         |  |

Versão Japonesa com músicas bônusVersão Itunes EUA com faixas bônusVersão MTV com músicas bônus
| N.º | Título                         | Duração |  |
| 11. | "Oh Boy"                       |         |  |
| 12. | "Save it for Your Prayers"     |         |  |
| 13. | "Breaking My Own Heart"        |         |  |
| 14. | "Mercy (Standart music video)" |         |  |
| 15. | "Mercy (US music video)"       |         |  |
| 16. | "Warwick Avenue"               |         |  |

Versão itunes
| N.º | Título                     | Duração |  |
| 11. | "Save It for Your Prayers" |         |  |
| 12. | "Oh Boy"                   |         |  |

Versão MTV
| N.º | Título                                      | Duração |  |
| 11. | ""Mercy" (FNMTV Live performance)"          |         |  |
| 12. | ""Warwick Avenue" (FNMTV Live performance)" |         |  |

Versão Deluxe - Disco duplo
| N.º | Título                  | Duração |  |
| 1.  | "Rain on Your Parade"   |         |  |
| 2.  | "Fool For You"          |         |  |
| 3.  | "Stop"                  |         |  |
| 4.  | "Oh Boy"                |         |  |
| 5.  | "Please Stay"           |         |  |
| 6.  | "Breaking My Own Heart" |         |  |
| 7.  | "Enough Love"           |         |  |

Versão deluxe Japonesa - Disco duplo
|título8=Save It for Your Prayers
|título9=Mercy" (standard music video)
|título10=Warwick Avenue (music video)
|título11=Stepping Stone
|título12=Rain on Your Parade
}}

## Créditos
| - Aimée Duffy – vocals, backing vocals, glockenspiel - Bernard Butler – producer, guitars, piano, keyboards, drums - Makoto Sakamoto – drums - David McAlmont – backing vocals - Jimmy Hogarth – acoustic guitar, electric guitar, guitar, percussion, hammond organ, bass - Eg White – acoustic guitar, bass, drums, piano, backing vocals | - Sam Dixon – bass - Steve Booker – guitars, bass, keyboards - Martin Slatterly – live drums, drums, piano, Wurlitzer, rhodes piano, hammond organ - Jim Hunt – saxophone - Nichol Thomson – trombone - The Wrecking Crew – strings |

## Paradas Músicais
| Chart (2008–2011)                     | Peak position |
| ------------------------------------- | ------------- |
| Austrália (ARIA)                      | 6             |
| Áustria (Ö3 Austria Top 40)           | 2             |
| Bélgica (Ultratop Flandres)           | 4             |
| Bélgica (Ultratop Valônia)            | 2             |
| Canadá (Billboard)                    | 3             |
| República Tcheca (ČNS IFPI)           | 2             |
| Dinamarca (Hitlisten)                 | 1             |
| Países Baixos (Dutch Charts)          | 2             |
| Finlândia (Suomen virallinen lista)   | 2             |
| França (SNEP)                         | 2             |
| Alemanha (Offizielle Deutsche Charts) | 3             |
| Greek Albums (IFPI)                   | 2             |
| Hungria (MAHASZ)                      | 18            |
| Irlanda (IRMA)                        | 1             |
| Itália (FIMI)                         | 6             |
| Nova Zelândia (RMNZ)                  | 1             |
| Noruega (VG-lista)                    | 2             |
| Polónia (ZPAV)                        | 5             |
| Portugal (AFP)                        | 3             |
| Espanha (PROMUSICAE)                  | 2             |
| Suécia (Sverigetopplistan)            | 1             |
| Suíça (Schweizer Hitparade)           | 1             |
| Reino Unido (UK Albums Chart)         | 1             |
| Estados Unidos (Billboard 200)        | 4             |

| Chart (2008)                       | Position |
| ---------------------------------- | -------- |
| Australian Albums (ARIA)           | 38       |
| Austrian Albums (Ö3 Austria)       | 11       |
| Belgian Albums (Ultratop Flanders) | 9        |
| Belgian Albums (Ultratop Wallonia) | 12       |
| Danish Albums (Hitlisten)          | 1        |
| Dutch Albums (Album Top 100)       | 7        |
| French Albums (SNEP)               | 6        |
| German Albums (Offizielle Top 100) | 10       |
| Hungarian Albums (MAHASZ)          | 85       |
| New Zealand Albums (RMNZ)          | 4        |
| Swedish Albums (Sverigetopplistan) | 1        |
| Swiss Albums (Schweizer Hitparade) | 5        |
| UK Albums (OCC)                    | 1        |
| US Billboard 200                   | 69       |

| Chart (2009)                       | Position |
| ---------------------------------- | -------- |
| Australian Albums (ARIA)           | 29       |
| Dutch Albums (Album Top 100)       | 20       |
| French Albums (SNEP)               | 45       |
| German Albums (Offizielle Top 100) | 59       |
| New Zealand Albums (RMNZ)          | 49       |
| Swedish Albums (Sverigetopplistan) | 77       |
| Swiss Albums (Schweizer Hitparade) | 34       |
| UK Albums (OCC)                    | 33       |
| US Billboard 200                   | 153      |

| Chart                      | Position |
| -------------------------- | -------- |
| Irish Female Albums (IRMA) | 39       |

## Histórico de lançamentos
| Region         | Date              | Label       |
| -------------- | ----------------- | ----------- |
| United Kingdom | 3 March 2008      | A&M Polydor |
| Europe         | 11 April 2008     | Universal   |
| Australia      | 12 April 2008     | Universal   |
| Israel         | 10 April 2008     | Universal   |
| Mexico         | 6 May 2008        | Universal   |
| Brazil         | 8 May 2008        | Universal   |
| United States  | 13 May 2008       | Mercury     |
| Japan          | 24 September 2008 | Universal   |
| Turkey         | 24 January 2010   | Universal   |

| Region         | Date             | Label       |
| -------------- | ---------------- | ----------- |
| Europe         | 21 November 2008 | Universal   |
| Australia      | 22 November 2008 | Universal   |
| United Kingdom | 24 November 2008 | A&M Polydor |
| Canada         | 2 December 2008  | Universal   |
| Brazil         | 20 March 2009    | Universal   |
| Mexico         | February 2009    | Universal   |
| Turkey         | 24 January 2010  | Universal   |